# Rytis Vaišvila
Rytis Vaišvila, född 23 maj 1971 i Klaipėda, Litauiska SSR, Sovjetunionen, är en litauisk basketspelare.
Vaišvila tog OS-brons 1996 i Atlanta .. Detta var Litauens andra bronsmedalj i rad i herrarnas turnering i basket vid olympiska sommarspelen. Han har spelat för det kinesiska laget Qianjiang Tan Tan.